# Alì Terme
Alì Terme ist eine Stadt der Metropolitanstadt Messina in der Region Sizilien in Italien mit 2318 Einwohnern (Stand 31. Dezember 2023).

## Lage und Daten
Alì Terme liegt 38 Kilometer südwestlich von Messina an der Küste des Ionischen Meeres. Die Einwohner arbeiten hauptsächlich in der Landwirtschaft und im Tourismus.
Die Nachbargemeinden sind Alì, Fiumedinisi, Itala und Nizza di Sicilia.

## Geschichte
Das genaue Gründungsjahr des Ortes ist unbekannt. Bis 1911 gehörte der Ort zu Savoca. Der Ort hieß damals Ali Marina. 1928 bis 1946 wurde die Autonomie aufgehoben. 1954 wurde der Ort in Alì Therme umbenannt.

## Sehenswürdigkeiten
Es gibt zwei Thermalquellen im Ort, die bereits im 18. Jahrhundert benutzt wurden. Die Therme Marino benutzt zwei Quellen, die Therme Granata Cassibile fünf Quellen. Das Wasser enthält Borsäure, Schwefelverbindungen, Jodsalze und Kohlensäure. Die Temperatur des Wassers schwankt zwischen 28 °C und 46 °C. Das Wasser soll gegen Gelenkerkrankungen und Hautleiden helfen.
Der Turm ist zu normannischer Zeit entstanden.

## Söhne und Töchter der Stadt
- Stefano D’Arrigo (1919–1992), italienischer Schriftsteller